# Francisco Escribano

Francisco Escribano Serrano, también conocido como Paco Escribano (Torredonjimeno, Jaén, 14 de julio de 1949) es un actor español afincado en Alicante donde desarrolla casi toda su actividad profesional, principalmente en el teatro, actividad que arrancó en los años setenta en el TEU (Teatro Español Universitario) de San Sebastián.
El cine, la televisión y la publicidad son medios en los que se prodiga igualmente interviniendo en cometidos secundarios. Considerado un actor versátil y efectivo en diversidad de registros, el boom que supuso la actividad en la Comunidad Valenciana de la industria cinematográfica gracias a los estudios de Ciudad de la Luz le permitió colaborar también con una emergente generación de cineastas formados en dichos estudios y desarrollar papeles protagonistas en un buen puñado de cortometrajes producidos en dichas instalaciones.

## Filmografía (Parcial)
- Nueve meses (Daniel Perelló, 2010)
- Arritmia (Vicente Peñarrocha, 2009)
- Triage (Danis Tanovic, 2009)
- Mi vida en ruinas (Donald Petrie, 2009)
- Las viudas de los jueves (Marcelo Piñeyro, 2009)
- Manolete (Menno Meyjes, 2008)
- Astérix y Obélix en Los juegos Olímpicos (Thomas Langmann, 2008)
- Canciones de amor en Lolita's Club (Vicente Aranda, 2007)
- El Jardín del Edén (John Irvin, 2008)

## Televisión (Parcial)
- Amar es para siempre (2018)
- Crematorio (2012)
- Princesa Rota (2012)
- Tarancón (2011)
- El Internado (2010)
- La Alquería Blanca (2010-2012)
- Una bala para el Rey (2009)
- Martes de Carnaval (2008)

## Teatro (Parcial)
- La Tapadera
- Usted tiene ojos de mujer fatal
- Las sillas
- La cantante calva
- Autocares Amorós
- La gata sobre el tejado de zinc
- Primera Plana
- La mujer de negro

## Cortometrajes (Parcial)
- Raíces
- Beso de diablo
- 28 fotogramas atrás
- Somos felices
- La caja de la inocencia
- Machina
- El quinto piso